# Brañarronda
Brañarronda es una aldea de la parroquia de Arcallana del concejo asturiano de Valdés, España.
- Datos: Q5733543